# Chaunax nudiventer
Chaunax nudiventer är en fiskart som beskrevs av Ho och Shao 2010. Chaunax nudiventer ingår i släktet Chaunax och familjen Chaunacidae. Inga underarter finns listade i Catalogue of Life.